# Владимир Димитров (ВМОК)
Вижте пояснителната страница за други личности с името Владимир Димитров.
Владимир Димитров с псевдоним Володя е български юрист и революционер, деец на Върховния македоно-одрински комитет.

## Биография
Владимир Димитров е роден на 11 май 1870 година в град Тулча, тогава в Османската империя. Завършва с отличие престижния Робърт колеж в Цариград. Заминава за Швейцария и завършва право в Лозанския университет, където учи при Вилфредо Парето. След това специализира в Италия при Чезаре Ломброзо. Завръща се в България и работи като адвокат във Варна. Жени се за Александра Сивкова от известен добруджански род, с която има две дъщери – Александра и Мара.
Става член на БРСДП и още през 1902 г. е избран за народен представител от Ямболския район. Публично подкрепя стачката във варненската памучна фабрика „Княз Борис“. След разцеплението в партията е член на БРСДП (широки социалисти) и е избран още два пъти за народен представител.
Присъединява се към революционното движение и участва в работата на ВМОК. На Осмия конгрес на Македоно-одринската организация през април 1901 година Владимир Димитров е избран за подпредседател на ВМОК от квотата на Вътрешната организация по предложение на Гоце Делчев, с когото са били близки приятели. По-късно заедно с един от другите членове на комитета Иван Кепов застава срещу генерал Иван Цончев и си подава оставката.
Разочарован от междуособиците и кръвопролитията Димитров се оттегля от революционна дейност през 1903 след Илинденско-Преображенското въстание.
Почива в София на 24 октомври 1949 г.